# Національний парк Ламінгтон
Національний парк Ламінгтон — національний парк, розташований на плато Ламінгтон хребта Макферсон на кордоні Квінсленду та Нового Південного Уельсу в Австралії. Від Саутпорта на Голд-Кості парк розташований за 85 кілометрів (53 миля) на південний захід, від Брисбена за 110 кілометрів (68 миля) північ. Національний парк Ламінгтон 20 600 гектарів (51 000 акрів) відомий своїм природним середовищем, тропічними лісами, птахами, віковими деревами, водоспадами, пішохідними стежками та краєвидами на гори. Парк охороняє частини помірних лісів Східної Австралії.
Захищені території на схід у Національному парку Спрінгбрук і на південь вздовж хребта Твід у Національному парку Бордер Рейнджс навколо гори Варнінг у Новому Південному Уельсі зберігають подібні ландшафти. Парк є частиною групи щитових вулканів та є об'єктом Світової спадщини Гондванські тропічні ліси Австралії, включений у 1986 році та доданий до списку національної спадщини Австралії у 2007 році. Парк є частиною мальовничої території, важливої для птахів, визначеної BirdLife International через її важливість у збереженні кількох видів птахів, яким загрожує зникнення.
У 2009 році під час святкування Q150 Національний парк Ламінгтон був оголошений однією з ікон Q150 Квінсленду за його роль «природної пам'ятки».

## Географія

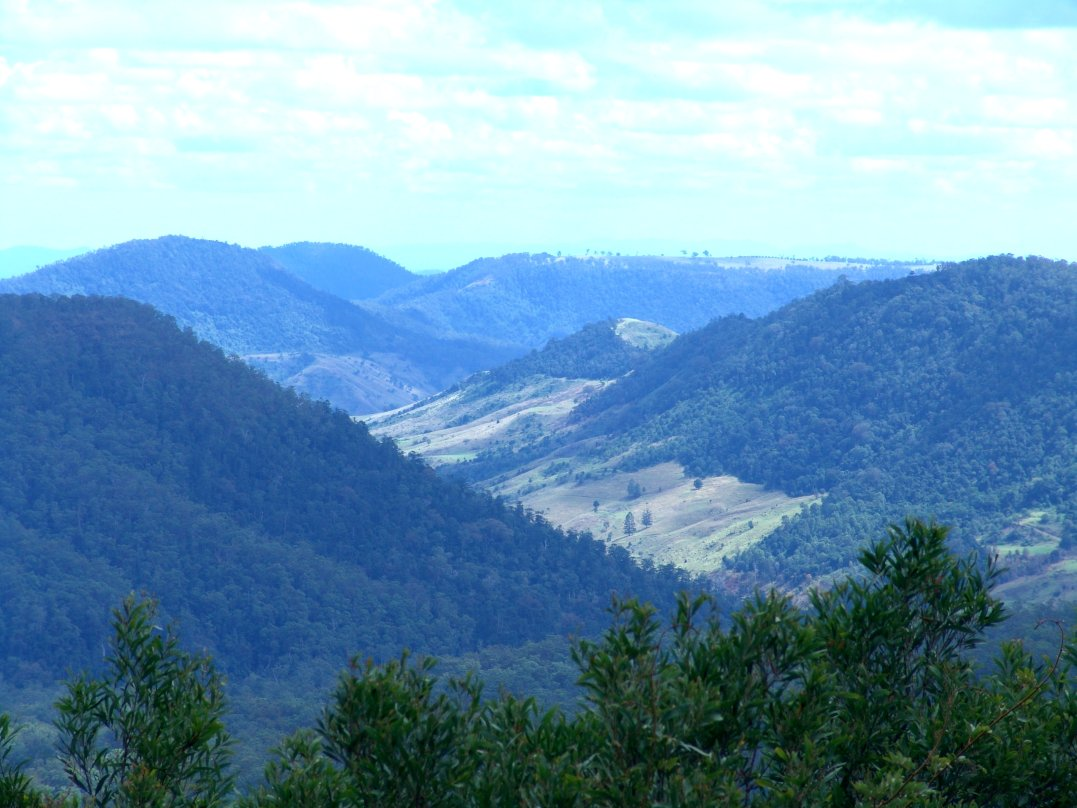
Вид на північ до Бічмонта від Бінни-Бурри, 2005 р.

Велика частина парку розташована на 900 метрів (3 000 фут) над рівнем моря лише 30 кілометрів (19 миля) від узбережжя Тихого океану. Плато та скелі в національних парках Ламінгтон і Спрингбрук є північними та північно-західними залишками величезного 23-мільйонного вулкана Твід, центром якого є гора Варнінг. Висота на півдні парку перевищує 1 000 метрів (3 300 фут) у деяких частинах. Земля знижується до 700 метрів (2 300 фут) на півночі. Деякі з гір у парку включають гори Гобві, Віджі, Тулона, Комінан, Робертс та гору Бітонгабель, які містять велику частину небагатьох хмарних лісів Австралії. Річки Неранг, Альберт та Кумера беруть початок у національному парку Ламінгтон. Східні частини парку мають високі скелі, які здіймаються над долиною Нумінба. Парк перебуває в районах місцевого самоврядування міста Голд-Кост і регіону Сценік-Рім. Південний Ламінгтон і частини О'Райлі, Бінна-Бурра та Природний міст охороняються Національним парком Ламінгтон.

## Історія
Принаймні 6000 років аборигени жили в цих горах і відвідували їх. Племена Вангеррібуррас і Нерангбаллум заявили про свою батьківщину на території плато. Печера Бушрейнджерс 60 метрів (200 фут) завдовжки, яка розташована недалеко від гори Гобві, колись був табором аборигенів. Це місце свідчить про заняття аборигенів 10 000 років тому.
Капітан Патрік Логан і Аллан Каннінгем були першими європейськими дослідниками цього регіону. Невдовзі пішли лісопильники, включно з родиною Лахі, яка була власником однієї із найбільших лісопилень у Квінсленді того часу. У 1863 році провели дослідження кордону Квінсленду та Нового Південного Уельсу. Завдання виконали Френсіс Едвард Робертс та Ісая Роуленд, геодезисти, які мали визначити кордон уздовж найвищих точок густого тропічного лісу, де було дуже мало чітких ліній видимості.

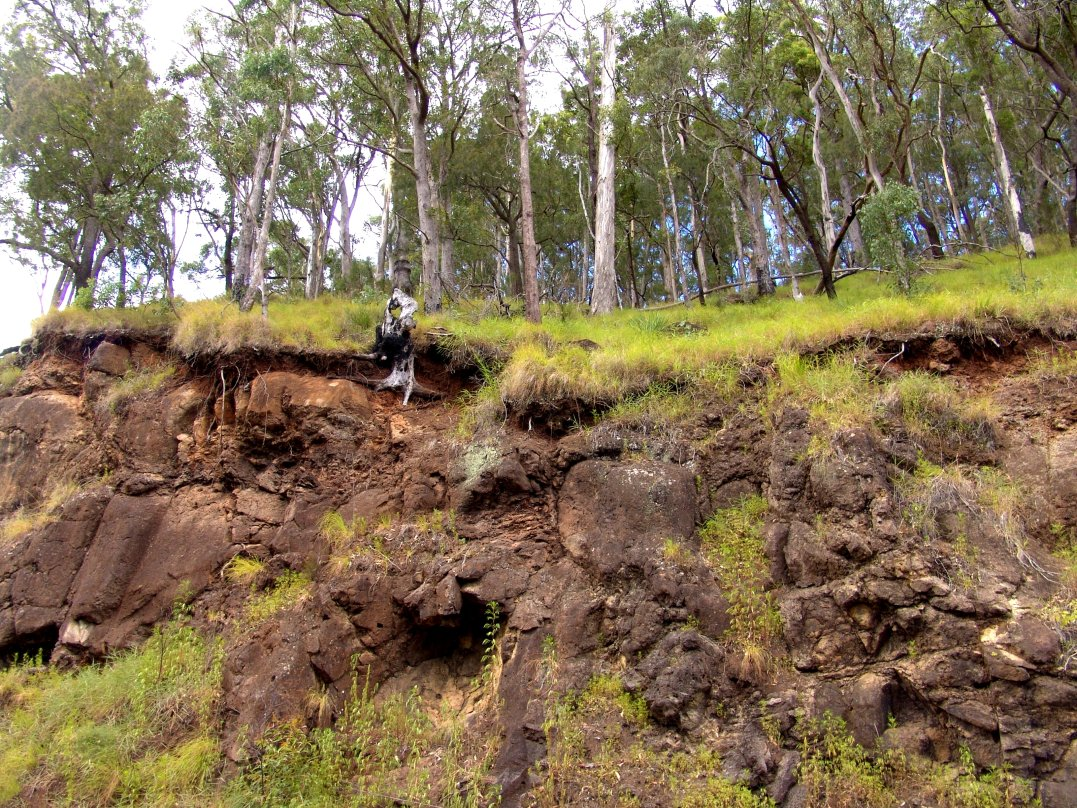
Оголені вулканічні породи, 2005 р.

Із 1890-х років Роберт Коллінз активно боровся за захист території від вирубки. Коллінз увійшов до парламенту штату та побачив, як був прийнятий законопроект, який зберіг державні ліси та національні парки, але він помер до того, як хребет Макферсон був захищений. Пізніше інший місцевий житель, Ромео Лахі, визнав цінність збереження лісів. Він проводив кампанію, щоб зробити їх однією з перших охоронних територій у Квінсленді. У 1926 році сім'я О'Райлі заснувала поруч із парком гостьовий будинок, який тепер називається O'Reilly's Rainforest Retreat. Лахі хотів, щоб О'Рейлі припинили розчищення землі, щоб їхня земля була викуплена і щоб родина О'Рейлі покинула гору. Національний парк Ламінгтон був заснований у 1915 році. Парк був названий на честь лорда Ламінгтона, губернатора Квінсленду з 1896 по 1902 рр.
Члени-засновники Асоціації національних парків Квінсленду побудували будинок Бінна-Бурра поруч із парком у 1930-х роках. У 1937 році Бернард О'Райлі став героєм, коли врятував тих, хто вижив з авіалайнера авіакомпанії Австралійських авіаліній Stinson Model A із Брісбена, який розбився у віддаленій пустелі Ламінгтон. У типовій манері австралійських бушменів він організував рятувальну місію, взявши з собою тільки цибулю та хліб. Лише невелика частина оригінальних уламків залишилася до сьогодні за 10 км (6,2 милі) на південь від будинку О'Райлі.
У 2019 році лісові пожежі випалили діри в пологах тропічного лісу. У цих проміжках відбувається рясний ріст бур'янів. Програми знищення бур'янів фінансуються федеральним урядом. Рада охорони природи Квінсленду замовила дослідження, яке показало, що для підтримки дощових лісів Гондвани Головного хребта потрібне значне фінансування. Для гасіння пожеж у національному парку використовували літаки з гідробомбардування.

## Природна спадщина

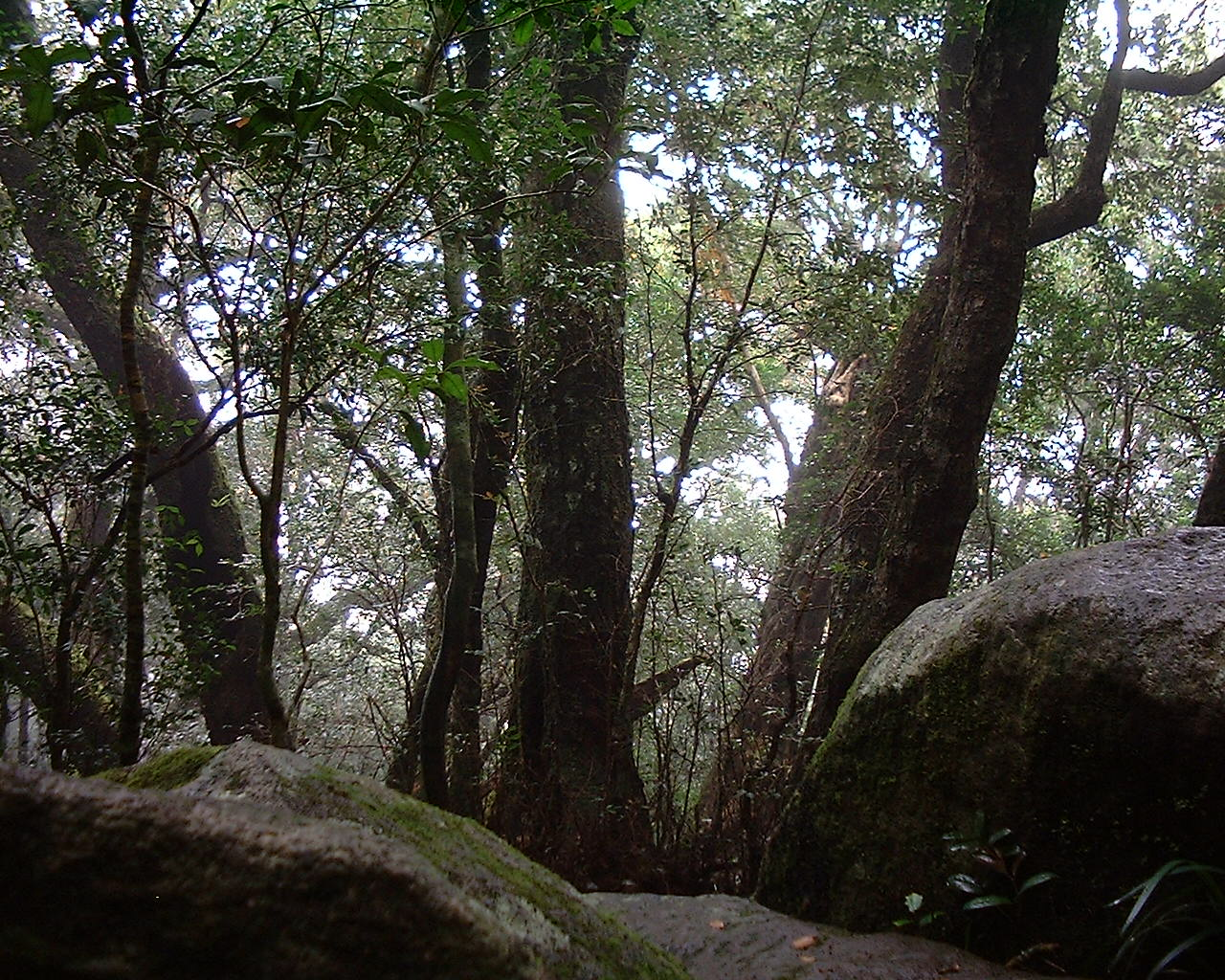
Антарктичні букові дерева ростуть лише вище 1000 m, 2001 р.

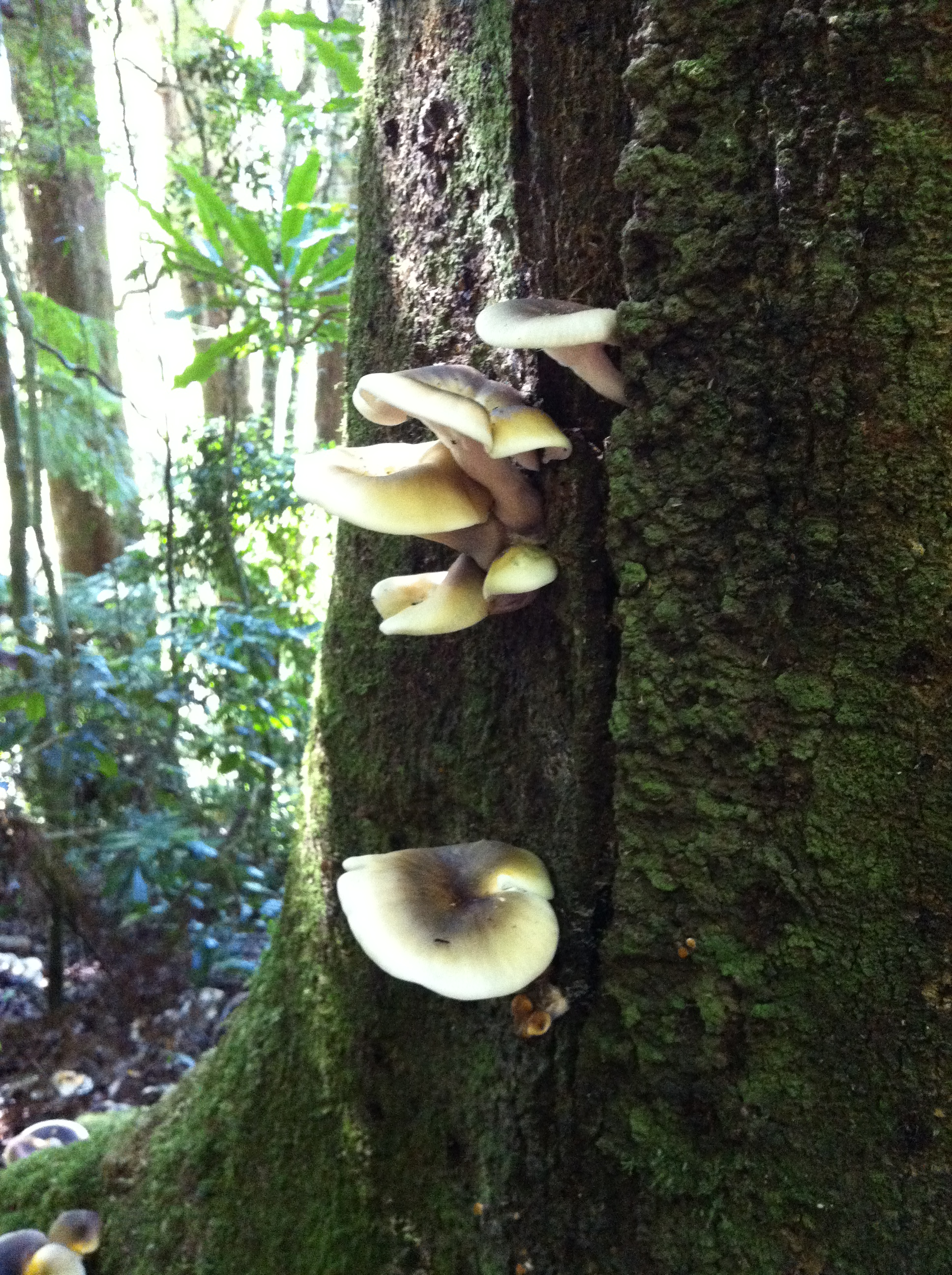
Гриби — район Зелених гір

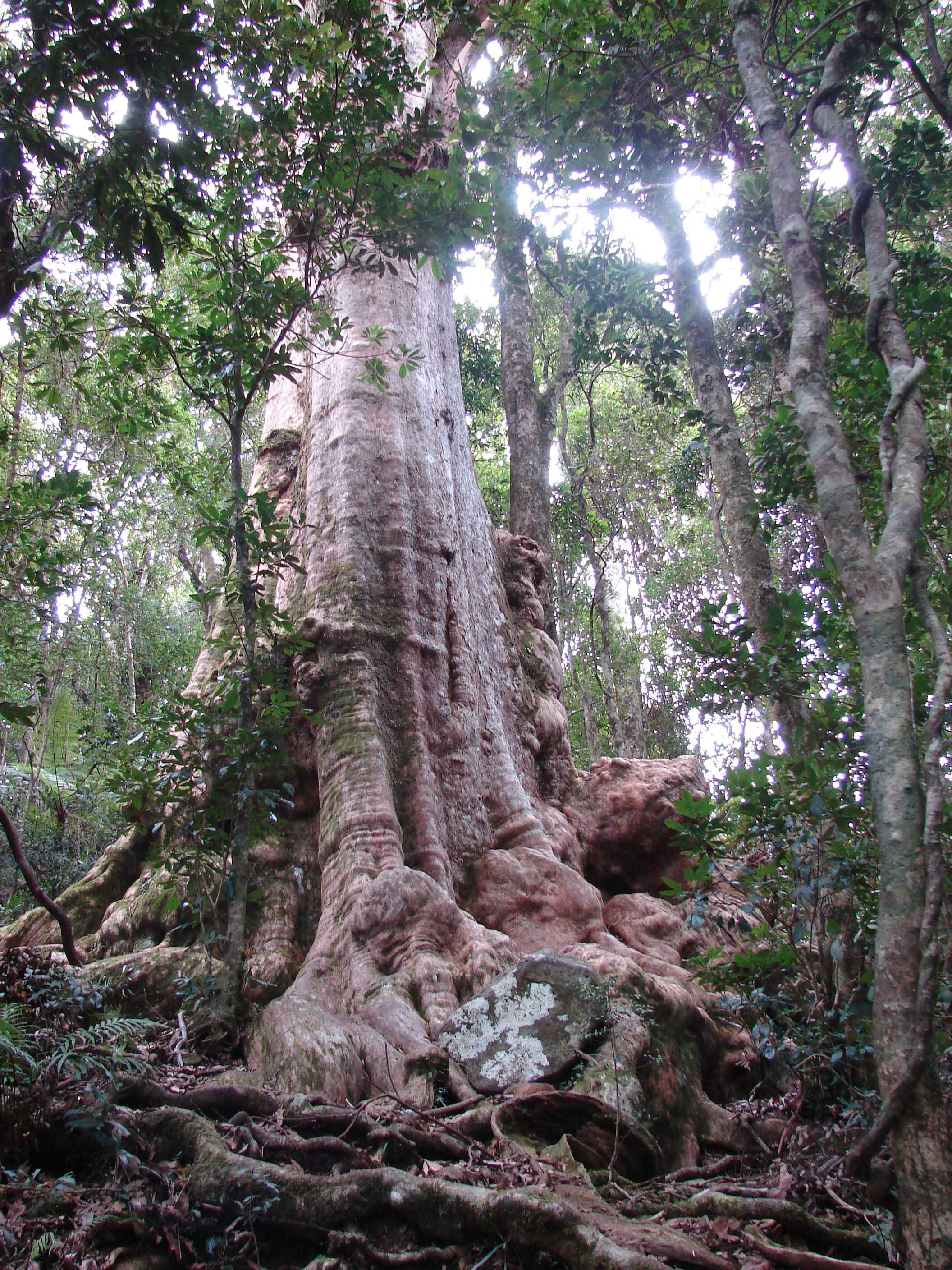
Браш бокс

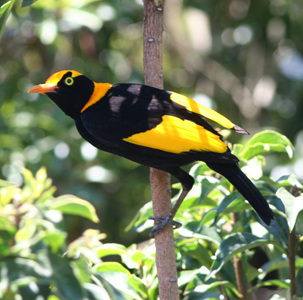
Регент-бауерберд, зразок різноманітного спектру птахів у парку, відомий орнітологам, 2006 р.

Гірські краєвиди, водоспади, печери, тропічні ліси, польові пустища, високі відкриті ліси, струмки, різноманітна дика природа та чудові прогулянки в Квінсленді охороняються в Національному парку Ламінгтон. Він є ядром тропічних лісів Гондвани Австралії, що входять до списку Світової спадщини Австралії, уздовж прилеглого національного парку Бордер Рейнджс у Новому Південному Уельсі. У парку мешкає понад 200 рідкісних і зникаючих видів рослин і тварин.
Девід Аттенборо відвідав парк і зняв його на відео під час зйомок телевізійного серіалу 1979 року «Життя на Землі», у якому фігурували букові дерева та лісові птахи.

### Флора
Національний парк охороняє одну з найрізноманітніших територій рослинності в країні. Пишні тропічні ліси парку включають одні з найбільших залишків високогірних субтропічних лісів у світі та найпівнічніші антарктичні прохолодні букові ліси помірного поясу в Австралії. Вік коріння найстаріших антарктичних буків перевищує 5000 років. Навколо гори Віджі чисельність антарктичного бука зростає. У парку охороняється один із найбільших у країні лісів сосни (Araucaria cunninghamii), які поширені на сухіших схилах.
Нижче 880 метрів (2 890 фут) зазвичай трапляються білий буйонг і чорний буйонг. На більших висотах переважають карабіни жовті, карабіни червоні, ясен ягідний, палісандр і м'які пробкові дерева.
Багато рослин парку не зустрічаються більше ніде на землі, як-от очанка гори Меринос і вічна маргаритка, які є субальпійськими реліктами останнього льодовикового періоду. У 2006 році було зрозуміло, що стара колекція східної підземної орхідеї (Rhizanthella slateri) із парку насправді була окремим видом і була описана як підземна орхідея Ламінгтона (Rhizanthella omissa). Ця орхідея, як і два інші споріднені види, не має хлорофілу, і виживання повністю залежить від симбіотичного гриба. Це також одна з чотирьох квіткових рослин на Землі, яка завершує свій життєвий цикл повністю під землею. На жаль, один із понад 100 видів папороті Ламінгтона зараз вважається вимерлим; Antrophyum austroqueenslandicum був відомий лише з однієї рослини, яка з тієї пори загинула, і інших рослин не знайдено. Парк також є домівкою для великої кількості видів рослин, що перебувають під загрозою зникнення, таких як орхідея яру та плямиста орхідея Sarchochilus. Інжир-душитель також трапляється в Ламінгтоні.

### Тваринний світ
Ця територія є одним із найважливіших заповідників дикої природи в регіоні. Парк є домівкою для неймовірного розмаїття дикої природи, включаючи рідкісних тварин, що перебувають під загрозою зникнення, таких як фіговий папуга Коксена, щетинкодзьоб бурий, лірохвіст малий, метелик Річмондський птахокрил. Блакитний рак Ламінгтону трапляється лише на плато Ламінгтон у басейнах і струмках на висоті вище 450 метрів (1 480 фут). У вологих умовах вони також пересуваються лісовою підстилкою. У парку трапляється вразливий великовухий нетопир. Інші рідкісні види тропічного лісу: сцинк-ельф та численні види жаб, у тому числі жаба Флі, гігантська жаба та каскадна жаба. Край тропічного лісу можна побачити червоношиїх падемельонів, а в глибших кам'яних басейнах можна помітити качкодзьоба. У Ламінгтоні часто трапляється регентський бауерберд і розела червона.
Жук Lamingtonium binnaberrense, єдиний вид роду Lamingtonium, трапляється в національному парку Ламінгтон.

### Геологія

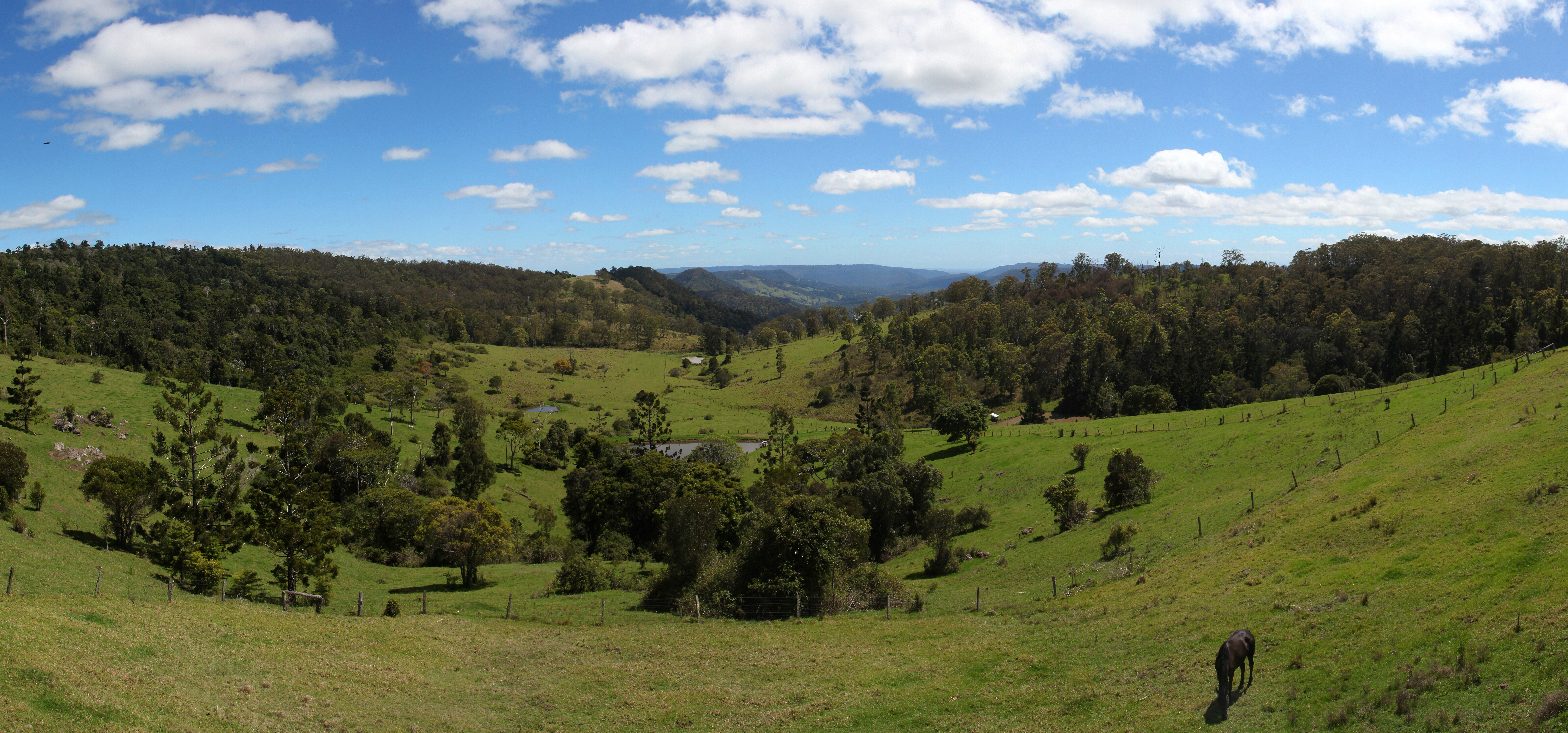
Долина Зелених Гір

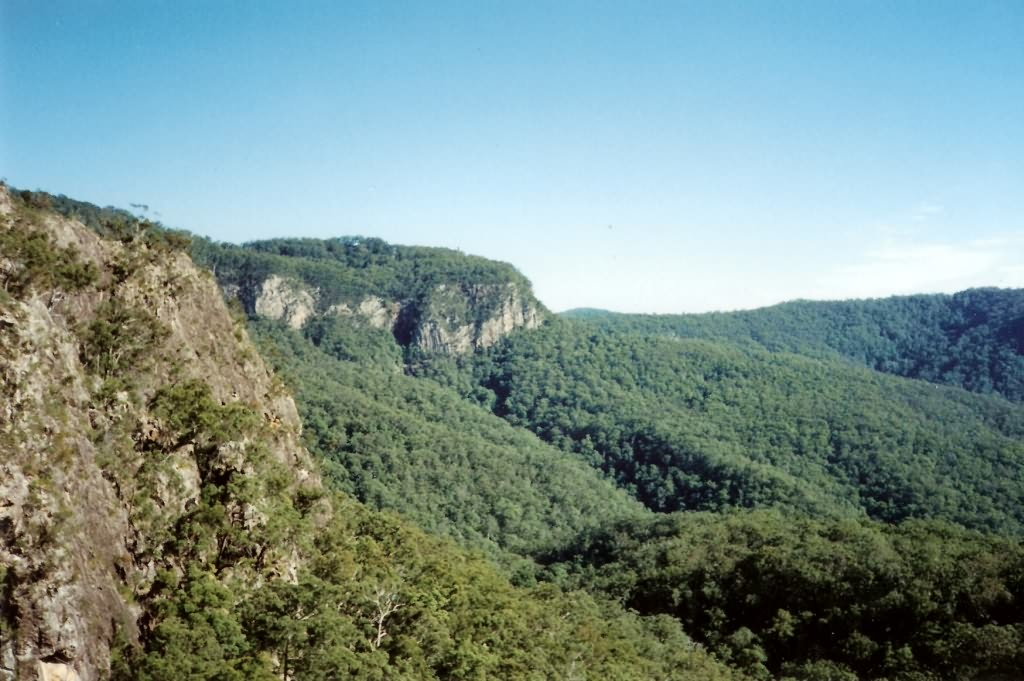
Вид з оглядового майданчика на 19 km завдовжки Шіпс Стерн Секет.

Національний парк Ламінгтон розташований на північному боці вулкана Твід. Діаметр цього великого щитового вулкана понад 100 кілометрів і простягається від гори Тамборин на півночі до Лісмора на півдні. Вулканічна пробка гори Варнінг позначає центр вулкана. Він був активним близько 23 мільйонів років тому, коли ця частина Австралії була над гарячою точкою в мантії. Були вивержені як базальтові, так і ріолітові лави, і ерозія цих лав від дощу та проточної води сформувала багато дивовижних форм рельєфу, включаючи скелі, які зараз є в парку. Під цими шарами є шар туфу, утворений з вулканічного попелу та дрібних порід, товщина якого в деяких місцях досягає 60 метрів (200 фут). Базальти плато Ламінгтон походять від вулкана Фокал-Поїнт. Поблизу Бінна-Бурра максимальна товщина базальтового шару оцінюється в 700 метрів (2 300 фут).

### Водоспади

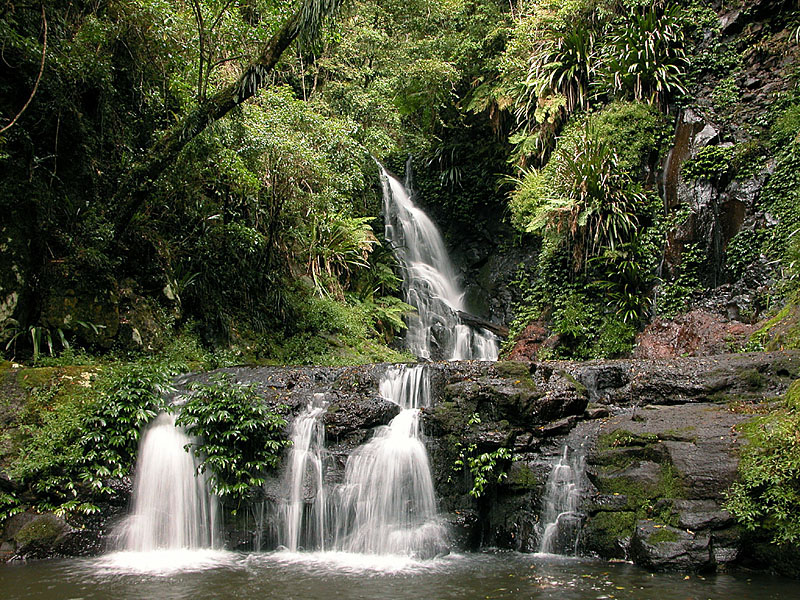
Водоспад Елабана

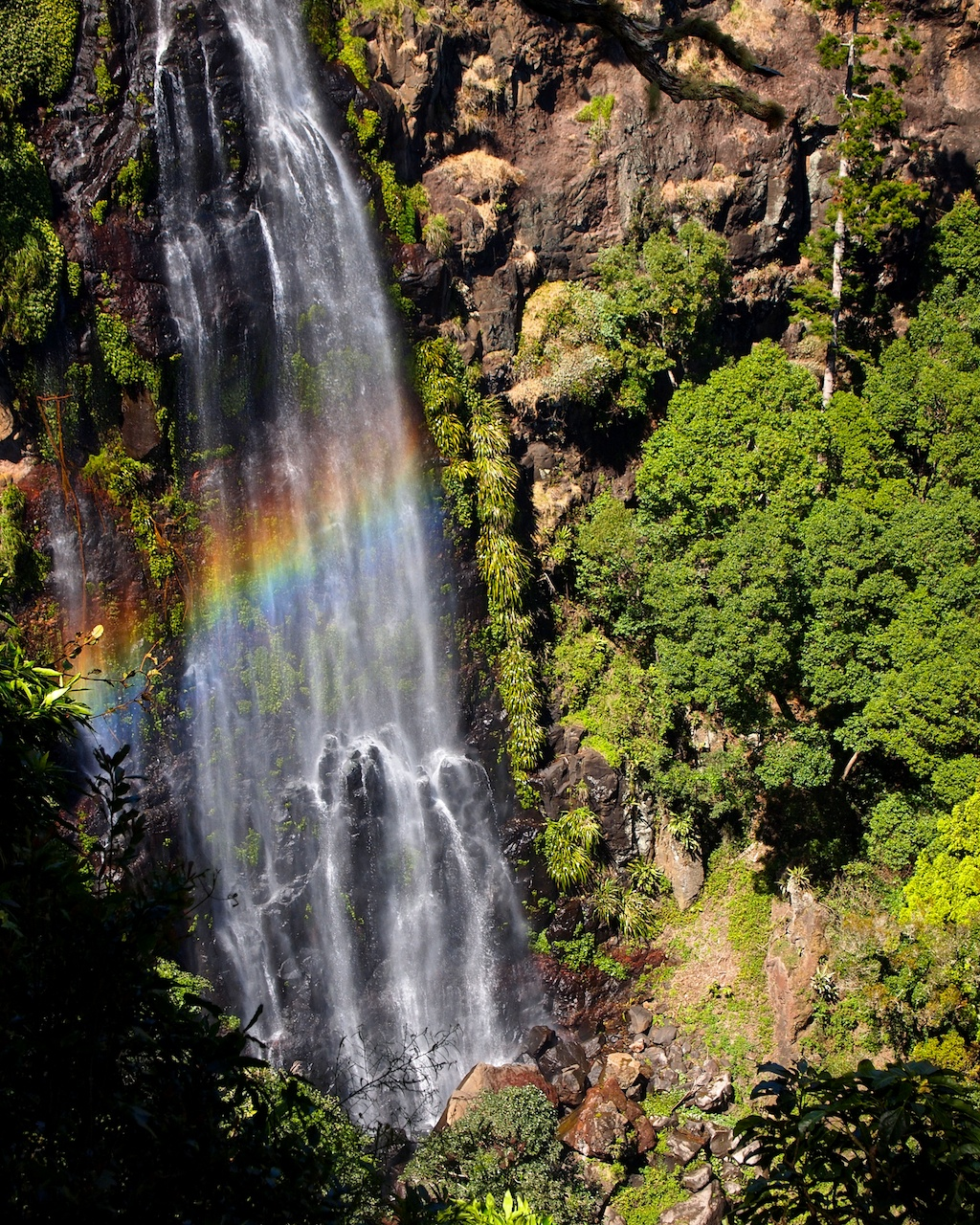
Водоспад Моранс, 2013 р.

У парку, як стверджується, є понад 500 водоспадів, включно з популярними серед туристів водоспадами Елабана-Фолс і Бокс-Лог (Туллерігумаї), розташованими в секції Зелених гір. Водоспади Яррабілгонг і Кумера впадають в ущелину Кумера. Водоспад Моранс — ще один каскад, який проходить завдовжки 6-кілометрів (3,7 миля) ділянку Morans Falls. Водоспад Нугурун, Бокс Лог, Верхній Балланжуй, Нижній Балланжуй, Сходовий водоспад і Нагарігун також розташовані в національному парку.
Думка про 500 водоспадів була підтверджена місцевим дослідником у квітні 2022 року, коли він досяг свого 500-го задокументованого водоспаду в парку.

## Прогулянки парком
Парк охоплює понад 150 км (93 миля) чітко позначених доріжок, які були прокладені під час Великої депресії та розроблені Ромео Лахі. Він вивчав пересування молочних корів на навколишніх пагорбах, помітивши, що їхній шлях ніколи не мав градієнту, що перевищував 1:10. Подібним чином він проклав доріжки в парках, щоб пішоходи не задихалися. Там, де крутий рельєф був неминучим, замість крутої доріжки використовували сходи.
Деякі з них короткі, а інші круті, і їхнє проходження займає до семи годин. Доглянутий і підписаний Прикордонний шлях пролягає по кордону між Новим Південним Уельсом і Квінслендом уздовж вершини хребта Макферсон. Ця дорога з'єднує будинок Бінна Бурра з гостьовим будинком О'Рейлі в Грін-Маунтінс, відстань приблизно у 23 кілометри (14 миля), який можна пройти в один бік упродовж дня або за 7-8 годин.
Низка інших добре позначених і різноманітних маршрутів з'єднується з цією прикордонною стежкою, створюючи мережу, яку можуть легко подолати відносно недосвідчені пішоходи. До них відноситься траса Box Forest Circuit, яка становить 10,9 кілометра (6,8 миля) або 4 години повернення з О'Рейлі; маршрут Тулона-Крік, що становить 17,4 кілометра (10,8 миля) або 6 годин назад, і маршрут Альберт-Рівер, що становить 20,6 кілометра (12,8 миля) або 7 годин повернення до О'Рейлі — це деякі з найвідоміших. У той час як Прикордонна траса залишається досить рівною упродовж більшої частини своєї протяжності, багато інших трас спускаються на нижчі висоти 750 метрів (2 460 фут) або менше та забезпечують доступ до різноманітної флори, фауни та географії, які можна знайти в парку.
Ще одна визначна пам'ятка — Троянда по верхівках дерев, підвішена 15 метрів (49 фут) над землею. Ця прогулянка дає можливість безпечно пройти крізь намет лісу вздовж ряду підвісних мостів. Підйом по драбині вгору по інжиру-душителю веде відвідувачів на оглядовий майданчик 30 метрів (98 фут) над землею.
Для досвідчених пішоходів також є численні стежки, що проходять через парк. Вони не протоптані; у багатьох випадках у природному лісі є лише випадкові маркери, і їх небажано використовувати без супроводу досвідченого пішохода, який знає місцевість. Прогулянка до затонулого судна Stinson довга і місцями крута. Читання карти та хороші навігаційні навички вкрай необхідні, і рейнджери національного парку повинні бути повідомлені перед початком. Ночівля в таборі без дозволу заборонена. Існує низка природних небезпек, таких як п'явки, змії та жалючі дерева, про які слід пам'ятати тим, хто ходить хащами.

## Проживання
Окрім гостьових будинків, є також кемпінг, доступний у частині парку Зелені гори (поруч із гостьовим будинком О'Рейлі), і приватний кемпінг, що прилягає до частини парку Бінна Бурра. Обидва кемпінги із зручностями. З лютого по листопад доступний обмежений кемпінг.